# لادیسلاو کریچی (بازیکن فوتبال، زاده ۱۹۹۹)
لادیسلاو کریچی (چکی: Ladislav Krejčí؛ زادهٔ ۲۰ آوریل ۱۹۹۹) بازیکن فوتبال اهل جمهوری چک است.
از باشگاه‌هایی که در آن بازی کرده است می‌توان به باشگاه فوتبال اسپارتا پراگ و باشگاه فوتبال زبرویوفکا برنو اشاره کرد.
وی همچنین در تیم‌های ملی فوتبال زیر ۲۱ سال جمهوری چک، و جمهوری چک بازی کرده است.